# Лінник Анатолій Валерійович
Анатолій Валерійович Лінник (нар. 8 вересня 1968, м. Ніжин, Чернігівська область) — український політик. Ніжинський міський голова.

## Освіта
У 1985 році закінчив Ніжинську середню школу № 10. У цьому ж році поступив до Ніжинського державного педагогічного інституту ім. М. Гоголя на фізико-математичний факультет, який закінчив у 1992 році та отримав фах вчителя математики та фізики.
З 2000 по 2002 рік навчався в Кременчуцькому інституті економіки та новітніх технологій та отримав другу вищу освіту за фахом спеціаліста з обліку та аудиту.
У 2019 році закінчив з відзнакою Національну академію державного управління при Президентові України та здобув кваліфікацію: ступінь вищої освіти магістр за спеціальністю "Публічне управління та адміністрування".

## Кар'єра
3 1987 по 1989 рік служив в лавах Радянської армії.
У 1992 році розпочав свою трудову діяльність вчителем фізики та керівником спортивного гуртка Ніжинської гімназії № 16.
У 1998 році працював заступником директора КП «Парк культури та відпочинку ім. Т.Г. Шевченка».
З 1999 по 2002 рік працював менеджером з експорту ПІІ «Скай Лімітед», м. Київ.
З 2004 року працює приватним підприємцем.
З 2007 по 2010 працював директором ТОВ «Центр цифрових технологій «Браво», м. Ніжин.

## Особисте життя
Одружений. Дружина — Лінник Олена Сергіївна (1985).
Має трьох дітей: син — Лінник Євген Анатолійович (1991), донька — Лінник Лариса Анатоліївна (1996), син - Лінник Марк Анатолійович (2015).

## Політична діяльність
З 2010 по 2020 р. — голова Ніжинської міської організації Політичної партії УДАР (Український Демократичний Альянс за Реформи) Віталія Кличка.
Депутат Ніжинської міської ради V та VI скликань.
З 20 лютого по 3 червня 2014 р. — секретар Ніжинської міської ради.
В березні 2014 року, підписав рішення про створення Зведеного батальйону територіальної оборони міста Ніжин. У серпні 2014 року, батальйон зайняв позиції у селищі Піски (Ясинуватський район) та прикривав один з флангів оборони Донецького аеропорту.
З 3 червня 2014 по 2020, р. — міський голова м. Ніжина.

## Корупційні звинувачення та скандали
25 травня 2014 року, був обраний міським головою Ніжина. Підписав розпорядження, яким встановив собі надбавку за виконання особливо важливої роботи розміром 70 відсотків посадового окладу з урахуванням надбавки за ранг та вислугу років, а також визначив, щоб преміювання міського голови здійснювати відповідно до його розпорядження. При цьому не повідомив міськраду про конфлікт інтересів, що виник.
У подальшому видав ще два розпорядження, якими призначив виплату посадовим особам та службовцям Ніжинської міської ради (в тому числі і собі) премії розміром 25 відсотків від заробітної плати. Хоча, як посадова особа місцевого самоврядування, мав повідомити раді про наявність конфлікту інтересів.
26 грудня Апеляційний суд Чернігівської області визнав мера Ніжина Анатолія Лінника винним, у порушенні вимог щодо повідомлення про конфлікт інтересів. Суд присудив сплатити штраф 1700 гривень та судовий збір 36 гривень. Постанова оскарженню не підлягає.
25 листопада 2014 року, як один з командирів Зведеного Батальйону Територіальної Оборони Ніжина згідно до положень про створення підрозділу, ініціював на засіданні виконкому ніжинської міської ради прийняття рішення про ліквідацію добровольчого батальйону, не попередивши про це особовий склад, який в цей час тримав оборону в селищі Піски. Командування батальйону назвало дії Анатолія Лінника зрадою.

## Досягнення
У 2018 році Нагороджений Грамотою Верховної Ради України та Нагрудним знаком "За вагомий особистий внесок в утвердження засад місцевого самоврядування, соціально-економічний розвиток територіальної громади, активну громадську діяльність, сумлінну працю та високий професіоналізм".
Лауреат в номінації "Міський голова 2018" у загальнонаціональній премії "Людина року - 2018".